# Espejo

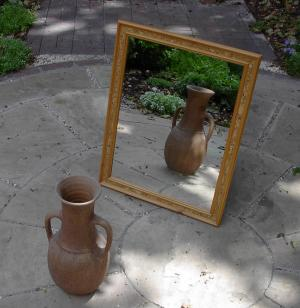
Vasija reflejada en un espejo.

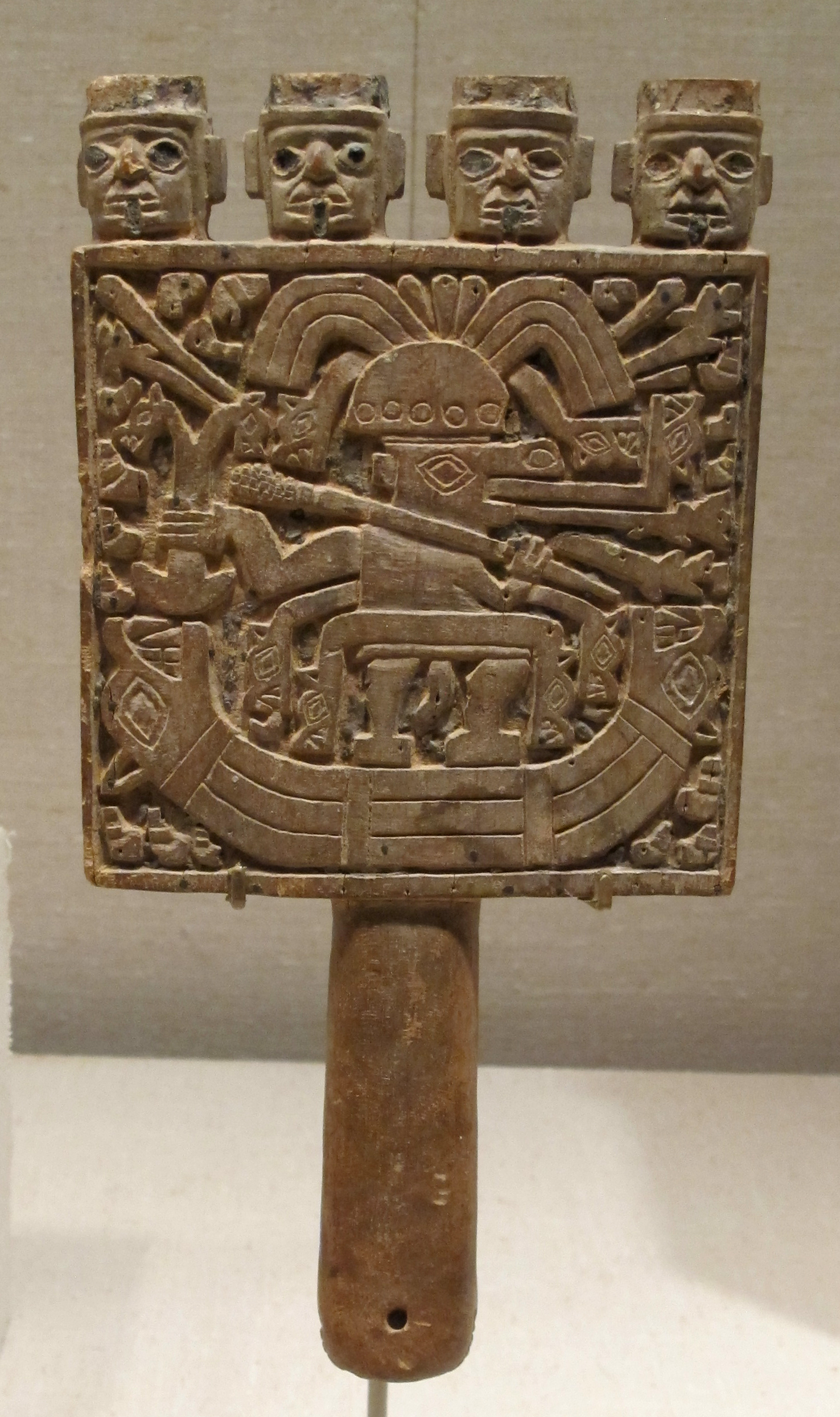
Reverso de un marco para espejo de mano wari, hecho en madera

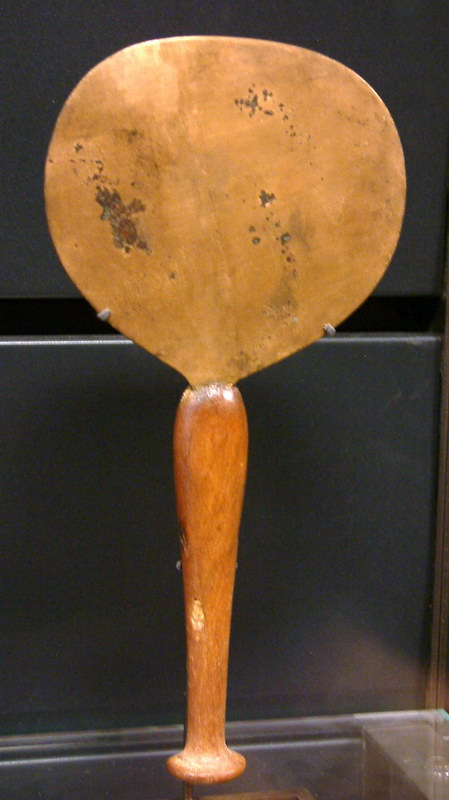
Espejo de mano egipcio. Louvre.

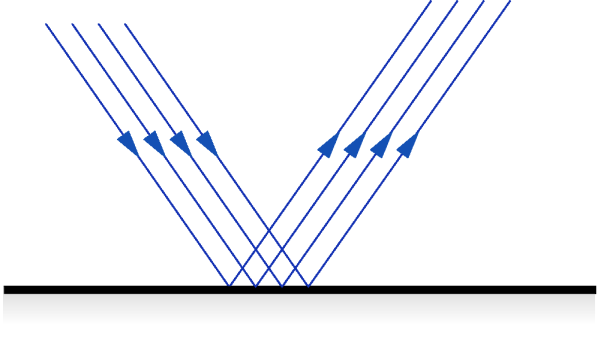
Reflexión de los rayos de luz en un espejo plano.

Esquema de inversión de la imagen.

Esquema de un reflector.

Un espejo (del lat. speculum) es una superficie pulida en la que, después de incidir, la luz se refleja siguiendo las leyes de la reflexión. 
Un espejo es un objeto que refleja la luz de tal manera que, para la luz incidente en algún rango de longitudes de onda, la luz reflejada conserva muchas o la mayoría de las características físicas detalladas de la luz original, llamada reflexión especular. Esto es diferente de otros objetos que reflejan la luz que no conservan gran parte de la señal de onda original que no sea el color y la luz reflejada difusa, como la pintura blanca plana o en una superficie pulida. 
El tipo de espejo más familiar es el espejo plano, que tiene una superficie plana. Los espejos curvos también se utilizan para producir imágenes aumentadas o disminuidas o para enfocar la luz o simplemente distorsionar la imagen reflejada.  
Los espejos se usan comúnmente para el aseo personal o para mirarse a sí mismos, para ver el área que se encuentra detrás y a los lados en vehículos motorizados mientras conducen, para la decoración y la arquitectura. Los espejos también se utilizan en aparatos científicos tales como telescopios y láseres, cámaras y maquinaria industrial. La mayoría de los espejos están diseñados para luz visible; sin embargo, también se utilizan espejos diseñados para otras longitudes de onda de radiación electromagnética. 
El  más sencillo es el espejo plano, en el que un haz de rayos de luz paralelos puede cambiar de dirección completamente en conjunto y continuar siendo un haz de rayos paralelos, pudiendo producir así una imagen virtual de un objeto con el mismo tamaño y forma que el real. La imagen resulta derecha pero invertida en el eje normal al espejo.
También existen espejos curvos que pueden ser cóncavos o convexos. En un espejo cóncavo cuya superficie forma un paraboloide de revolución, todos los rayos que inciden paralelos al eje del espejo, se reflejan pasando por el foco, y los que inciden pasando por el foco, se reflejan paralelos al eje.
Los espejos son objetos que reflejan casi toda la luz que choca contra su superficie, debido a este fenómeno podemos observar nuestra imagen en ellos. Los espejos en realidad son cristales que contienen detrás una capa de aluminio (o de otro material, pero es más fácil de aluminio) y reflejan el contenido expresado frente a él.
Un espejo es un reflector de ondas. La luz está formada por ondas, y cuando las ondas de luz se reflejan en la superficie plana de un espejo, esas ondas conservan el mismo grado de curvatura y vergencia, en dirección igual pero opuesta, que las ondas originales. Esto permite que las ondas formen una imagen cuando se enfocan a través de una lente, igual que si las ondas se hubieran originado en la dirección del espejo. La luz también puede representarse como rayos (líneas imaginarias que irradian desde la fuente de luz, siempre perpendiculares a las ondas). Estos rayos se reflejan en un ángulo igual y opuesto al que inciden en el espejo (luz incidente). Esta propiedad, llamada reflexión especular, distingue a un espejo de los objetos que difunden la luz, rompiendo la onda y dispersándola en muchas direcciones (como la pintura blanca plana). Así, un espejo puede ser cualquier superficie en la que la textura o rugosidad de la superficie sea menor (más lisa) que la longitud de onda de las ondas.
Al mirarse en un espejo, se verá una imagen especular o imagen reflejada de los objetos del entorno, formada por la luz emitida o dispersada por ellos y reflejada por el espejo hacia los ojos. Este efecto da la ilusión de que esos objetos están detrás del espejo, o (a veces) delante de él. Cuando la superficie no es plana, un espejo puede comportarse como una lente reflectante. Un espejo plano produce una imagen real sin distorsiones, mientras que un espejo curvo puede distorsionar, ampliar o reducir la imagen de varias maneras, manteniendo intactas las líneas, el contraste, la nitidez, los colores y otras propiedades de la imagen.
Un espejo se utiliza habitualmente para inspeccionarse a uno mismo, por ejemplo durante el aseo personal; de ahí el nombre anticuado de "espejo". Este uso, que data de la prehistoria, se solapa con usos en decoración y arquitectura. Los espejos también se utilizan para ver otros elementos que no son directamente visibles debido a obstrucciones; ejemplos son los espejos retrovisores en vehículos, espejos de seguridad en o alrededor de edificios, y espejos de dentista. Los espejos también se utilizan en aparatos ópticos y científicos como telescopios, láseres, cámaras, periscopios y maquinaria industrial.
Los términos "espejo" y "reflector" pueden utilizarse para objetos que reflejan cualquier otro tipo de ondas. Un espejo acústico refleja las ondas sonoras. Objetos como paredes, techos o formaciones rocosas naturales pueden producir eco, y esta tendencia a menudo se convierte en un problema en ingeniería acústica cuando se diseñan casas, auditorios o estudios de grabación. Los espejos acústicos pueden utilizarse para aplicaciones como micrófono parabólicos, atmosférica estudios, sonar, y  cartografía del fondo marino. Un espejo atómico refleja ondas de materia y puede utilizarse para interferometría atómica y holografía atómica.

## Historia

### Prehistoria
Lo más probable es que los primeros espejos utilizados por los humanos fueran charcos de agua oscura y quieta, o agua recogida en algún tipo de recipiente primitivo.[cita requerida] Los requisitos para fabricar un buen espejo son una superficie con un grado muy alto de planitud (preferiblemente pero no necesariamente con alta reflectividad) y una rugosidad superficial menor que la longitud de onda de la luz.

### De la Edad de Bronce a la Alta Edad Media
En la Edad del Bronce la mayoría de las culturas utilizaban espejos fabricados con discos pulidos de bronce, cobre, plata u otros metales. Los habitantes de la Kerma en Nubia eran expertos en la fabricación de espejos. Se han encontrado restos de sus hornos de bronce dentro del templo de Kerma. En China se fabricaban espejos de bronce desde alrededor del año 2000 a. C., algunos de los primeros ejemplos de bronce y cobre fueron producidos por la cultura Qijia. Este tipo de espejos metálicos siguieron siendo la norma hasta la época grecorromana durante la Antigüedad y toda la Edad Media en Europa. Durante el Imperio Romano los espejos de plata eran muy utilizados.
Los primeros espejos fabricados eran piezas de piedra pulida como la obsidiana, un vidrio volcánico de origen natural. Ejemplos de espejos de obsidiana encontrados en Anatolia (la actual Turquía) han sido datados en torno al 6000 a. C. Los espejos de cobre pulido se fabricaban en Mesopotamia desde 4000 a. C., y en el antiguo Egipto desde alrededor de 3000 a. C. Los espejos de piedra pulida de América Central y del Sur datan de alrededor de 2000 a. C. en adelante.
Los espejos como utensilios de tocador y objetos manuales fueron muy usados en las civilizaciones egipcia, griega, etrusca y romana. Un espejo fue usado en la cultura hebrea como parte de la fuente de metal que estaba a la entrada del Tabernáculo de la Reunión. (Éxodo 38:7-9; 30:18; escrito aproximadamente en el 1447 a. C). 
Se elaboraban siempre con metal bruñido, generalmente cobre, plata o bronce. Tenían forma de placa redonda u oval, decorada ordinariamente con grabados o relieves mitológicos en el reverso (los romanos carecen de grabados, pero no de relieves) y con mango tallado para asirlos cómodamente; de ellos, se conservan todavía muchos ejemplares en algunos museos arqueológicos. Durante la alta Edad Media, apenas se hizo uso del espejo, hasta que en el siglo XIII se inventó la fabricación de los de vidrio y de cristal de roca sobre lámina metálica (o con amalgama de plomo o estaño que son los espejos azogados), sin dejar por esto de construirse los de solo metal hasta el siglo XVIII. En el Área cultural andina, los espejos solían hacerse de metal o piedra pulida. 

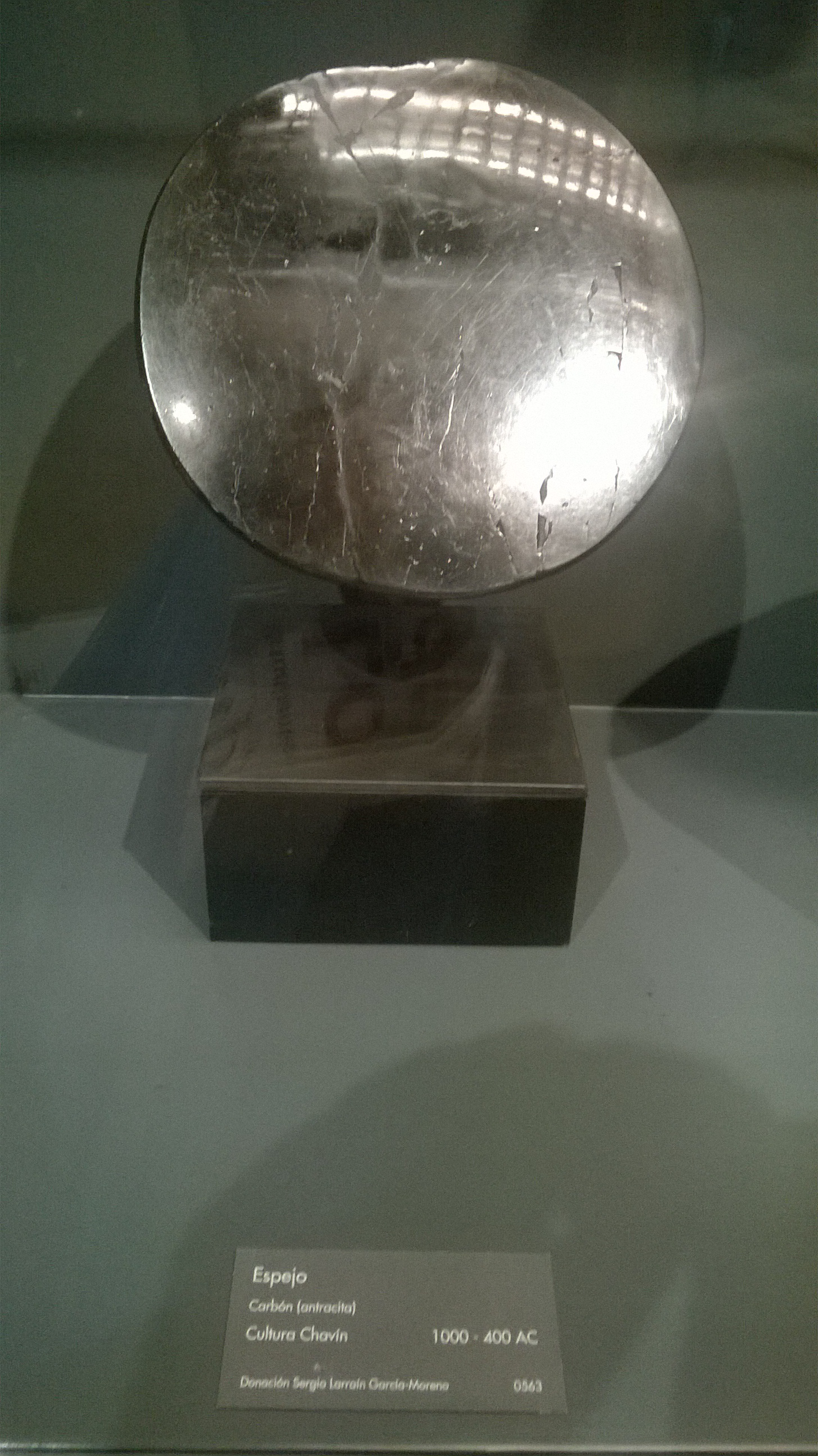
Espejo chavín de antracita. Era usado para iluminar el interior de las galerías del templo de Chavín de Huántar

El espejo como mueble de habitación empieza a utilizarse con el siglo XVI, pues aunque durante los dos siglos anteriores se citan algunos ejemplares históricos apenas era conocido y su uso era poco corriente. En dicho siglo se presenta con marco elegante y pie artístico y ocupa un lugar distinguido en el salón como objeto movible y de dimensiones reducidas. Hacia finales del siglo XVII las fábricas venecianas logran construir espejos de gran tamaño y desde entonces sirven como objetos singularmente decorativos en los salones, en los que ocupan un lugar destacado.  
Los espejos modernos consisten en una delgada capa de plata o aluminio depositado sobre una plancha de vidrio, la cual protege el metal y hace al espejo más duradero. Este proceso se conoce como plateado.

## Fórmulas físicas
Para una imagen formada por un espejo parabólico (o esférico de pequeña abertura, donde sea válida la aproximación paraxial), se cumple que: {\displaystyle {\frac {1}{f}}={\frac {1}{s}}+{\frac {1}{s'}}} , en la que f es la distancia del foco al espejo, s la distancia del objeto al espejo, y s' la distancia de la imagen formada al espejo, se lee: 
«La inversa de la distancia focal es igual a la suma de la inversa de la distancia del objeto al espejo con la inversa de la distancia de la imagen al espejo» 
y {\displaystyle m={\frac {h'}{h}}=-{\frac {s'}{s}}} , en la que m es la magnificación o agrandamiento lateral.

## Folclore

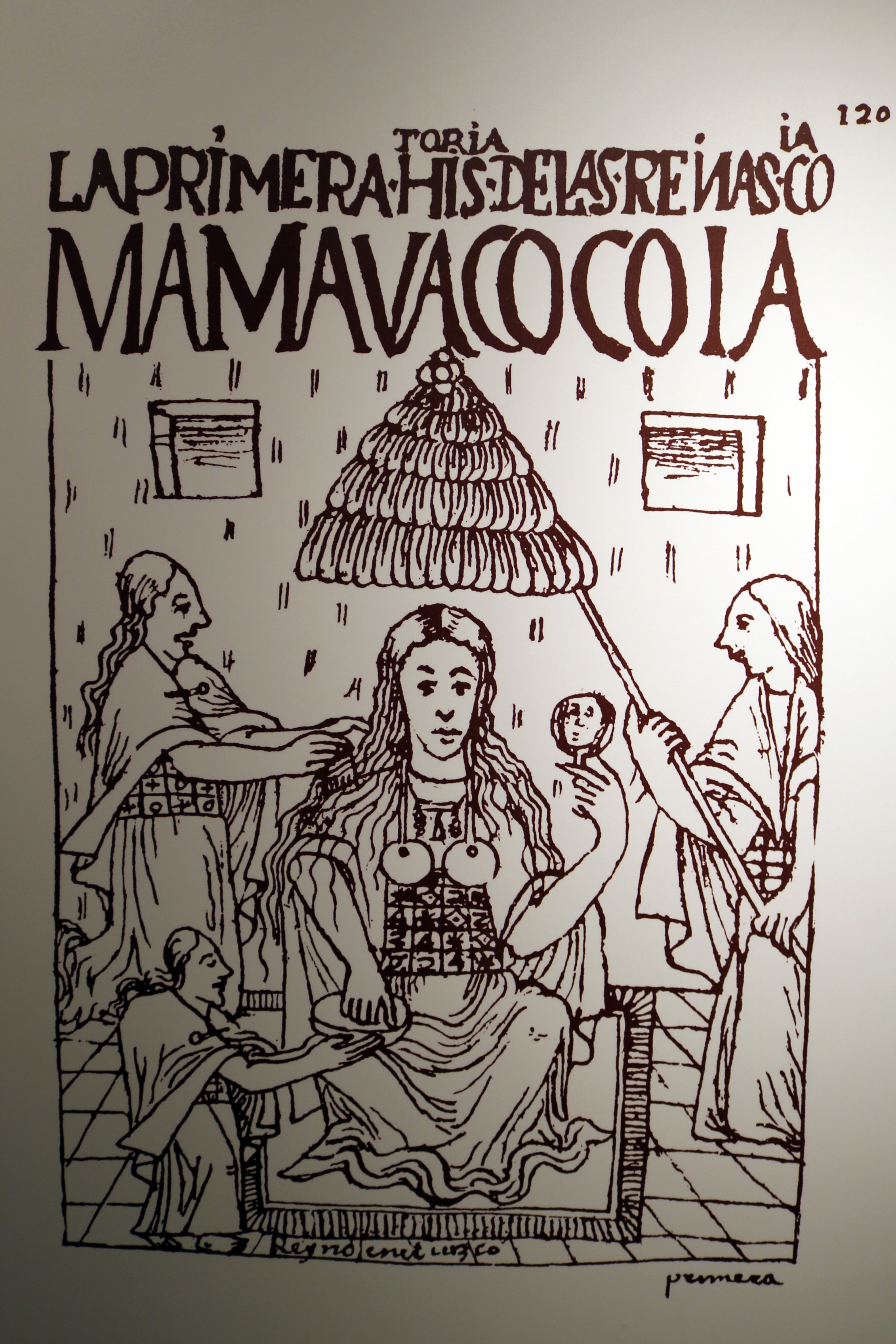
Noble inca atendida por sirvientes mientras se mira en un espejo, según Guamán Poma

El espejo ocupa un lugar importante en la mitología y las supersticiones de muchos pueblos. La imagen que en él se refleja se identifica a menudo con el alma o espíritu de la persona: de ahí por ejemplo que los vampiros, cuerpos sin alma, no se reflejen en él. Cuando un moribundo está a punto de dejar este mundo, es común que se cubran los espejos, por temor a que el alma del agonizante quede encerrada en ellos. 
El espejo se concibe, así, como ventana al mundo de los espíritus. La leyenda urbana de Verónica aprovecha ejemplarmente esta visión. Viceversa, el mundo de los espíritus tiende a imaginarse como una contrapartida especular del de los vivos. Lewis Carroll desarrolla magistralmente la idea del espejo como entrada a un mundo inverso en la segunda parte de las aventuras de Alicia.
El espejo es también objeto frecuente de consulta: se le juzga capaz de mostrar sucesos y objetos distantes en el tiempo o el espacio. En el cuento de Blancanieves, el espejo tiene la facultad de hablar y responde a las preguntas que le formula la madrastra. J. R. R. Tolkien retoma con su célebre «espejo de Galadriel» la tradición del espejo capaz de mostrar el futuro. En la novela Harry Potter y la piedra filosofal, de J. K. Rowling, aparece el espejo de Oesed (deseo leído a la inversa), que no refleja la imagen de quien lo contempla, sino sus deseos más profundos.
También es notable el Espejo de la Sabiduría (en el que se refleja «todas las cosas del cielo y de la tierra excepto el rostro de quien se mira en él»), descrito por Oscar Wilde en el cuento «El pescador y su alma».
Según la superstición romper un espejo se dice que trae siete años de mala suerte.

## Galería

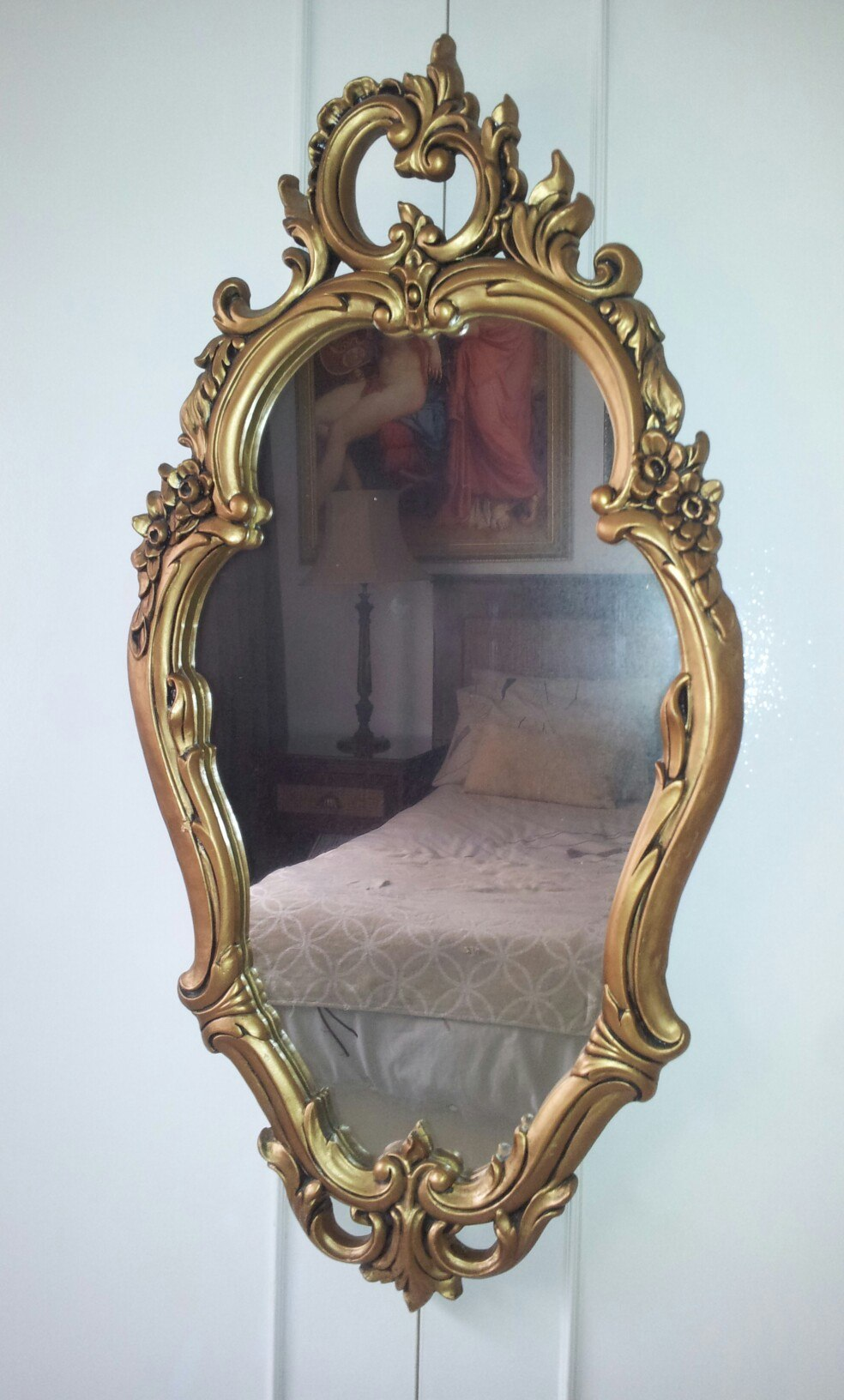
Cornucopia
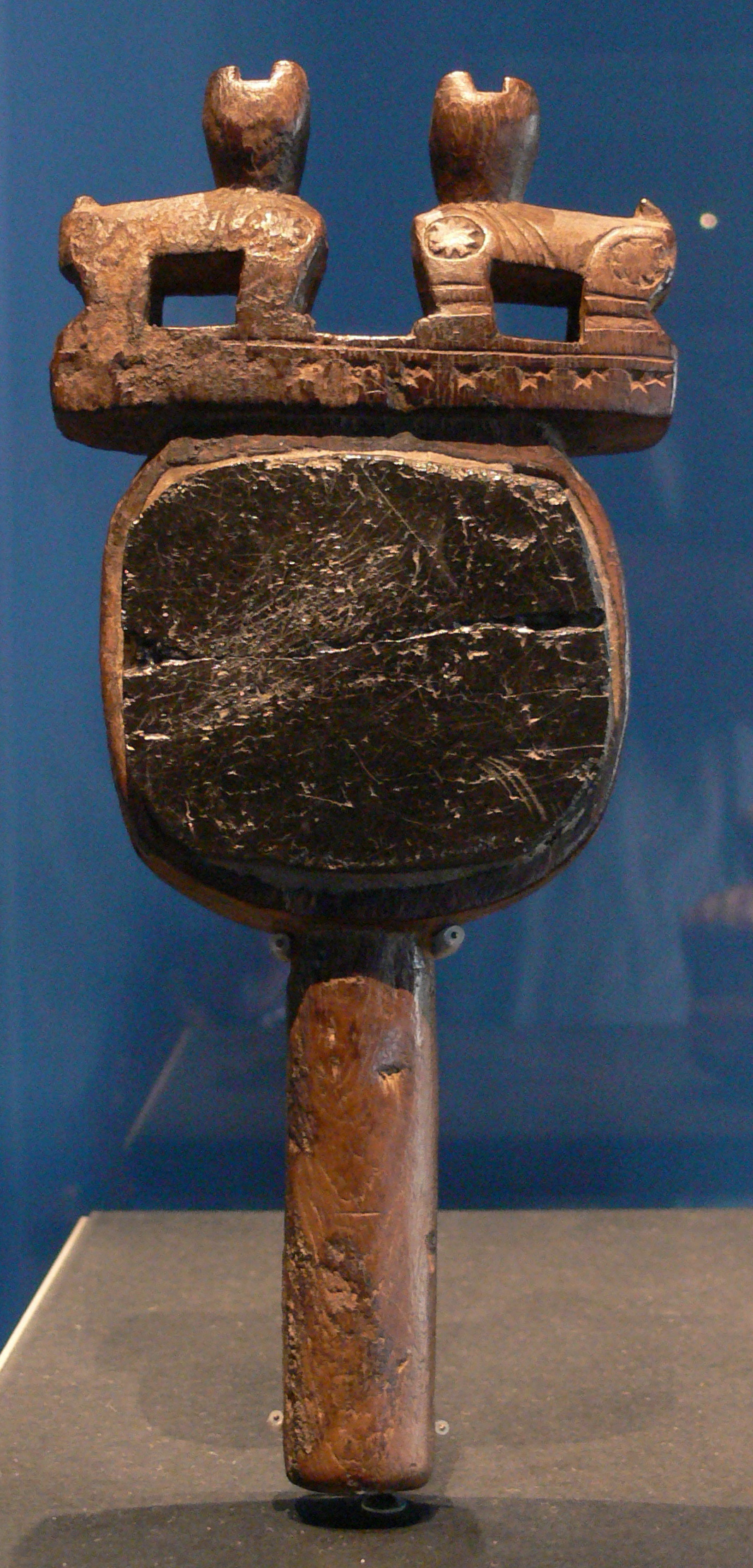
Espejo de mano moche
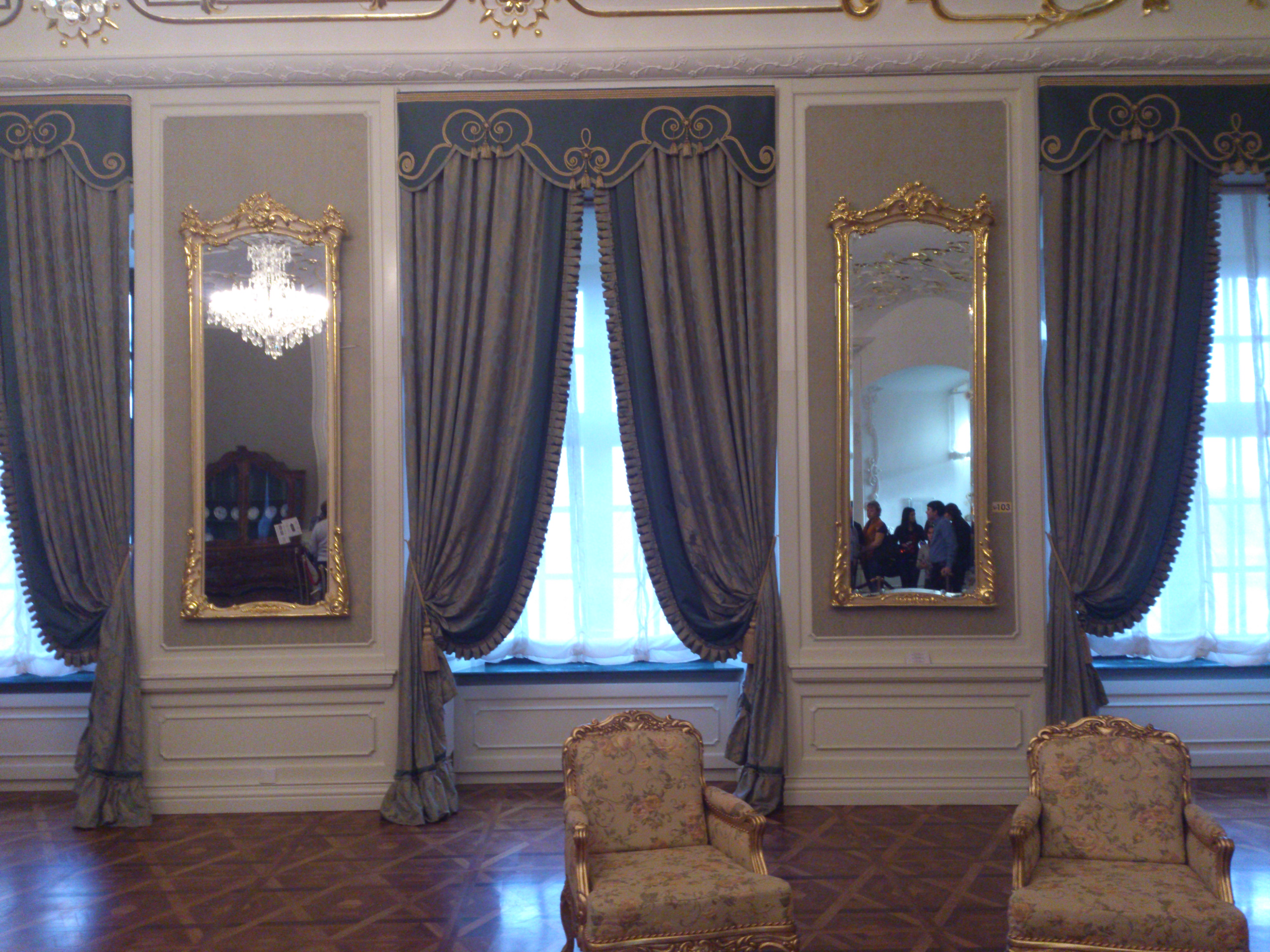
Espejo trumeau
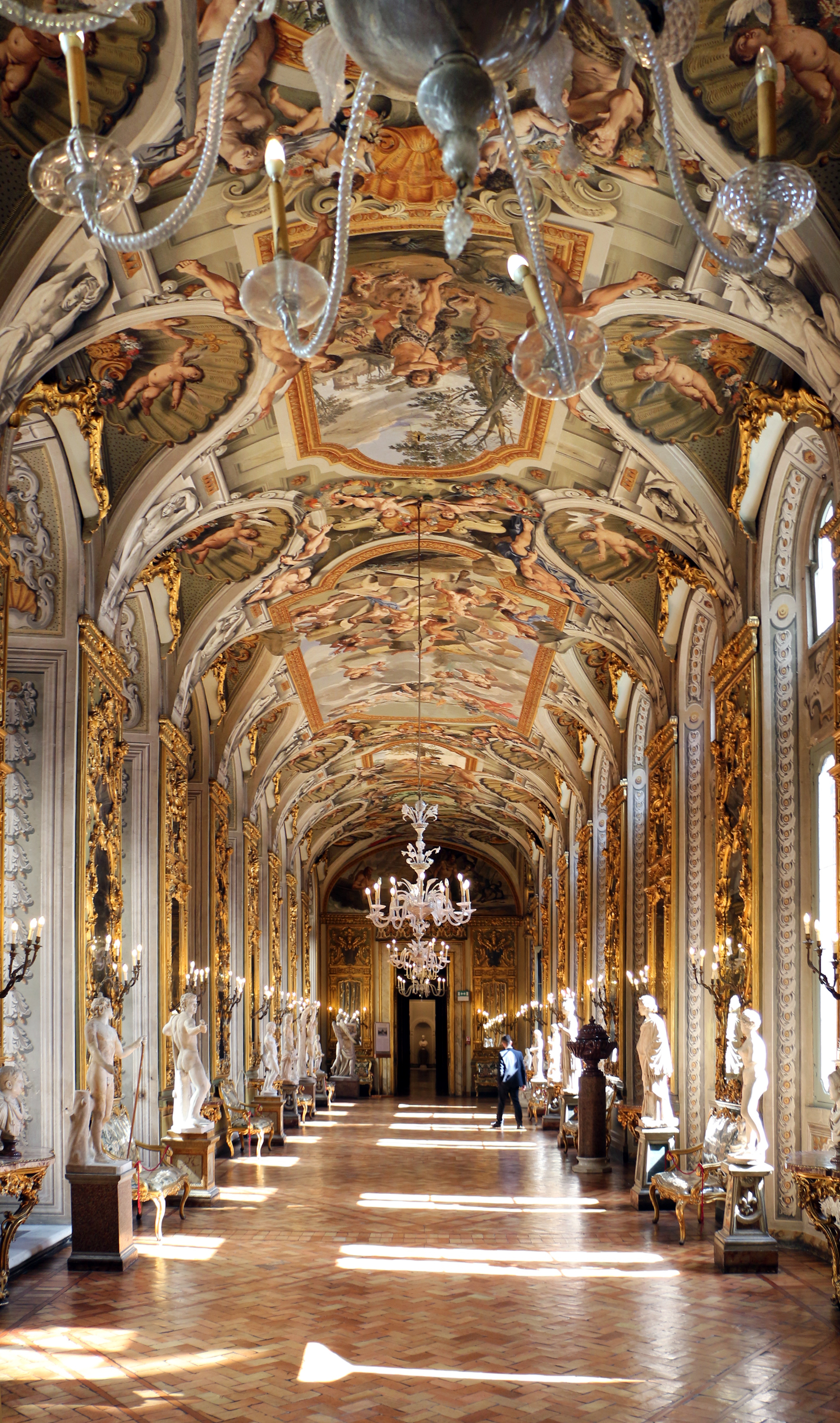
Galería de los espejos en el palacio Doria Pamphili (Roma)
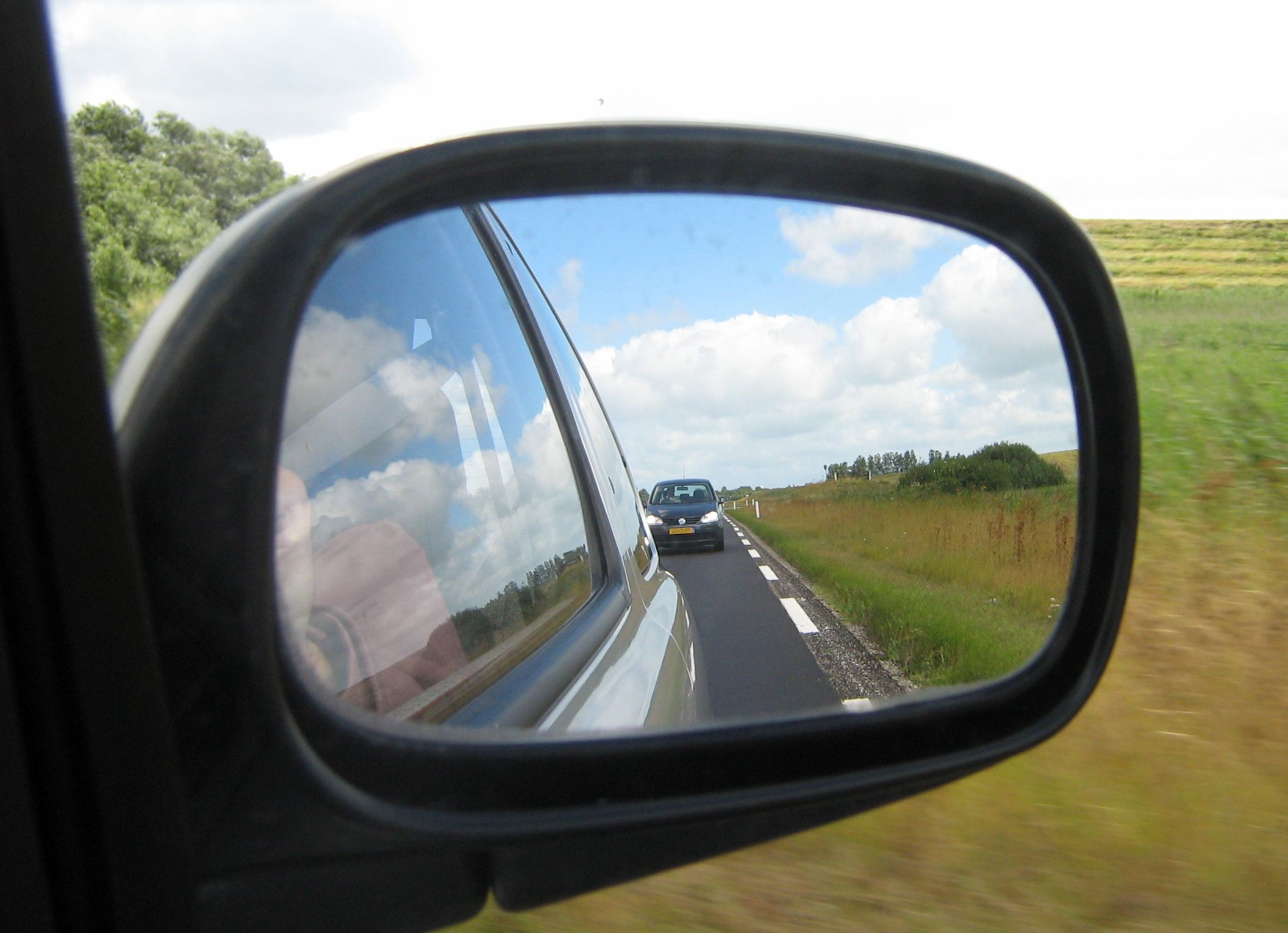
Espejo retrovisor
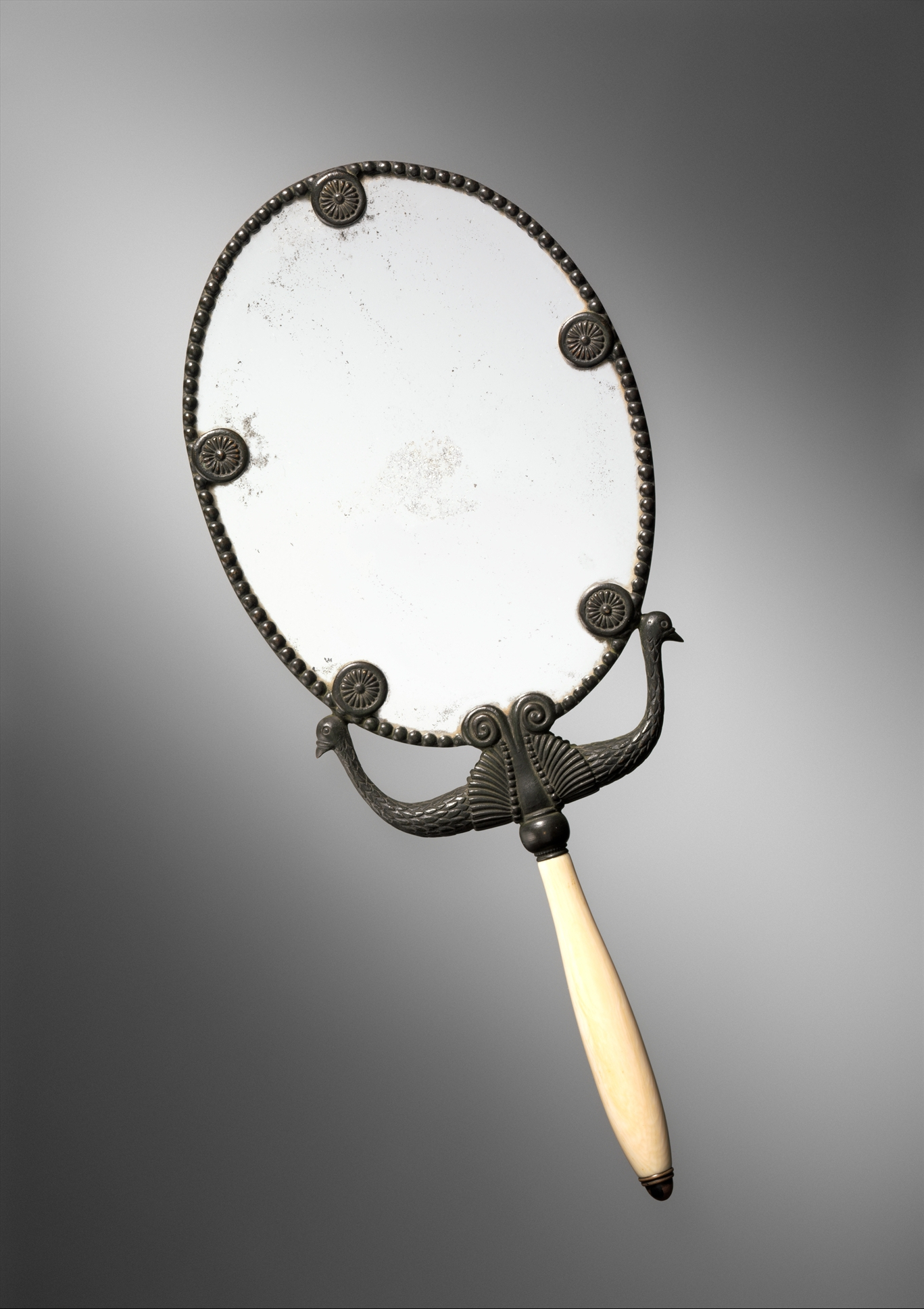
Espejo de mano
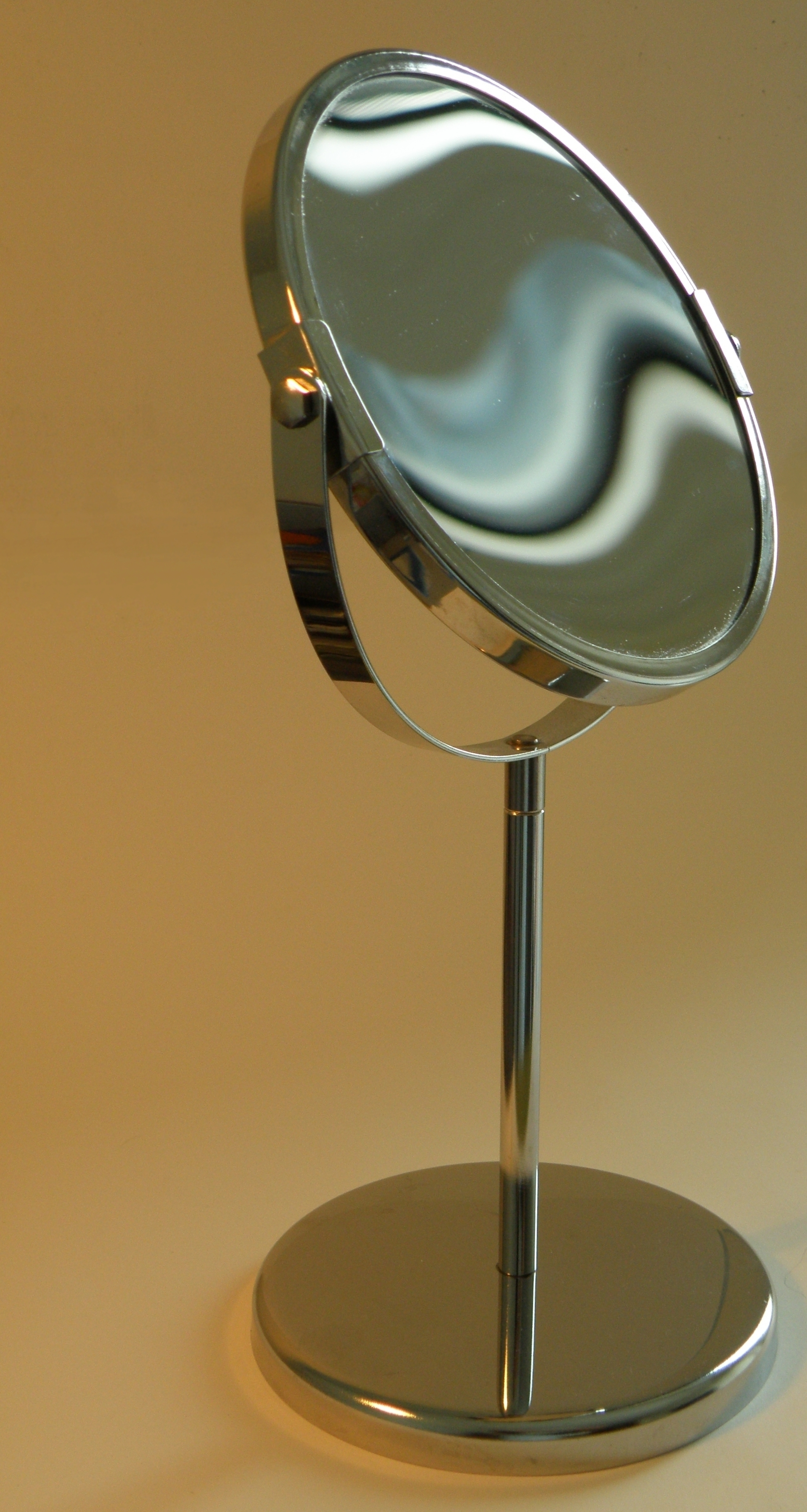
Espejo de aumento para maquillaje
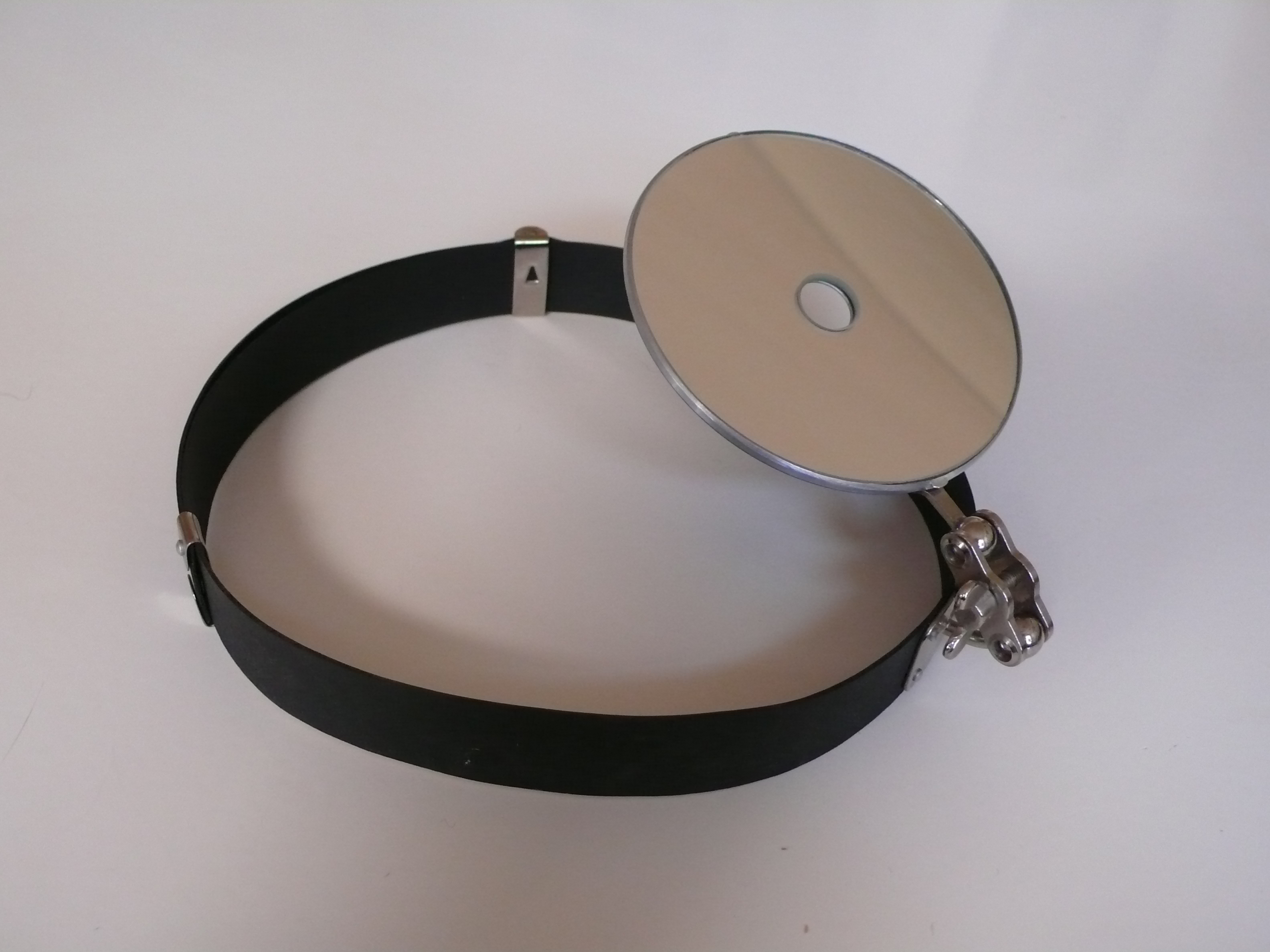
Espejo frontal
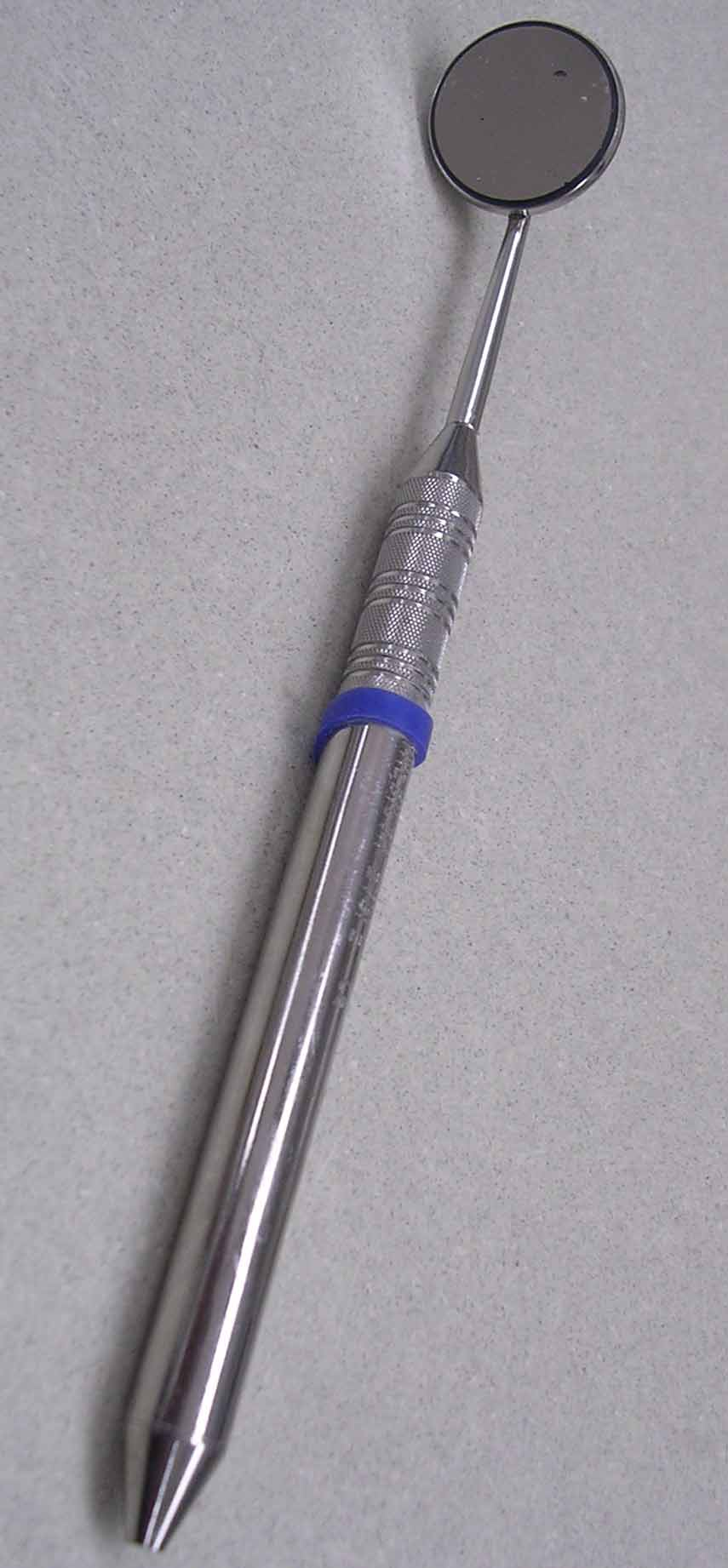
Espejo de dentista
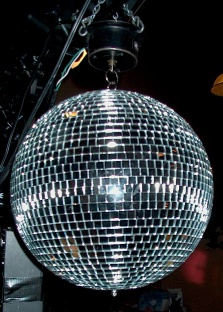
Bola de espejos
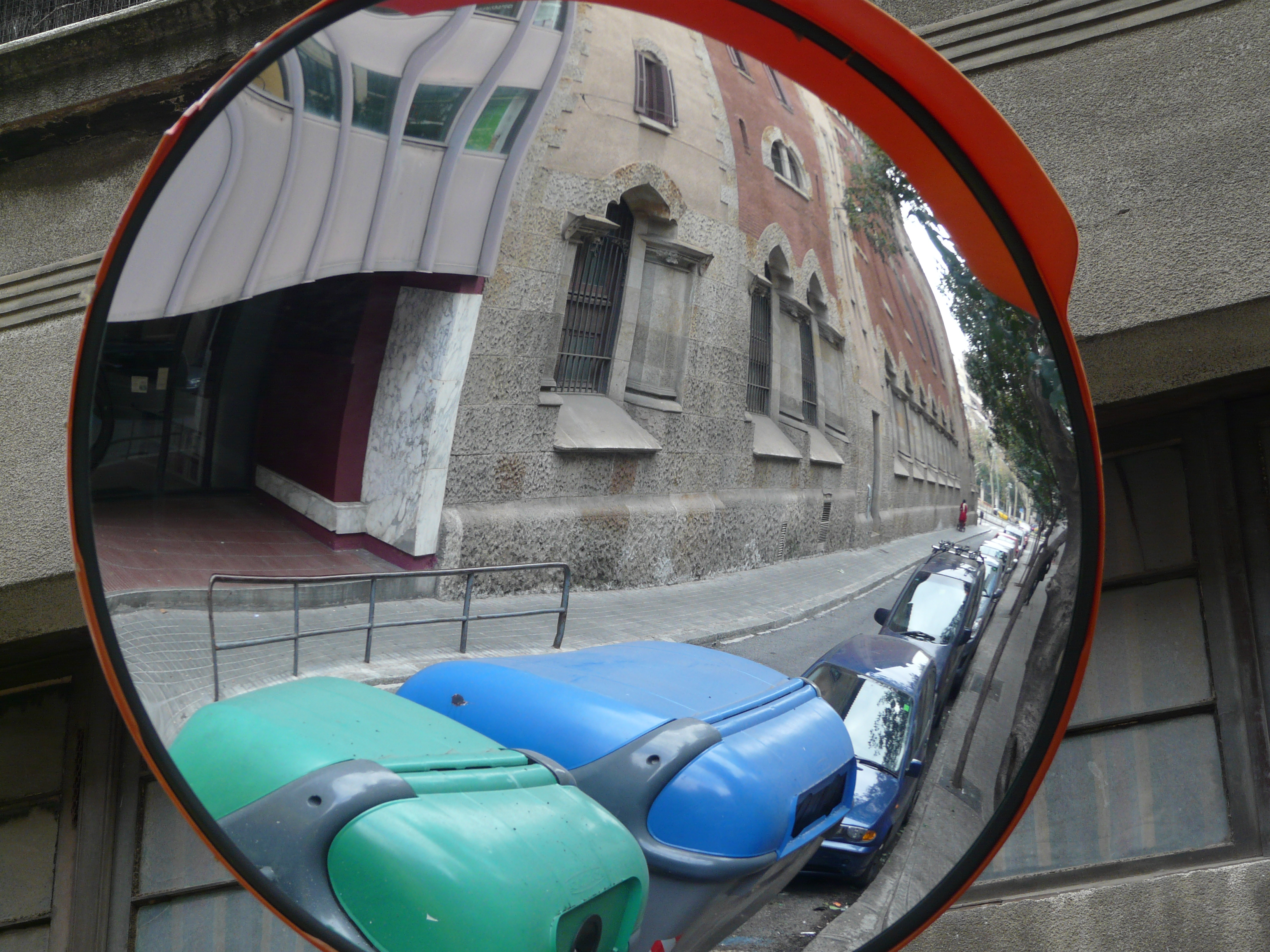
Espejo convexo para tráfico
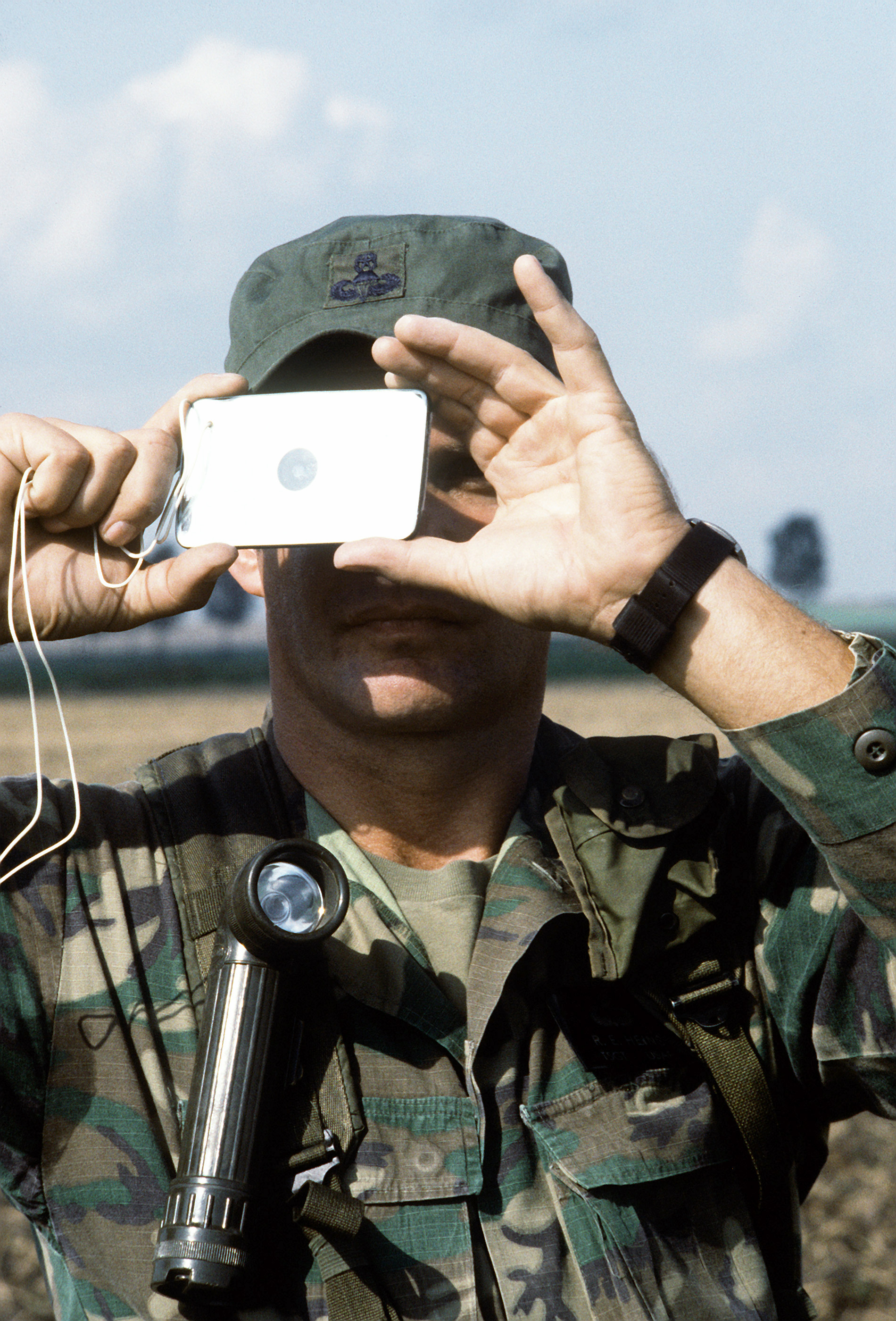
Espejo de señales
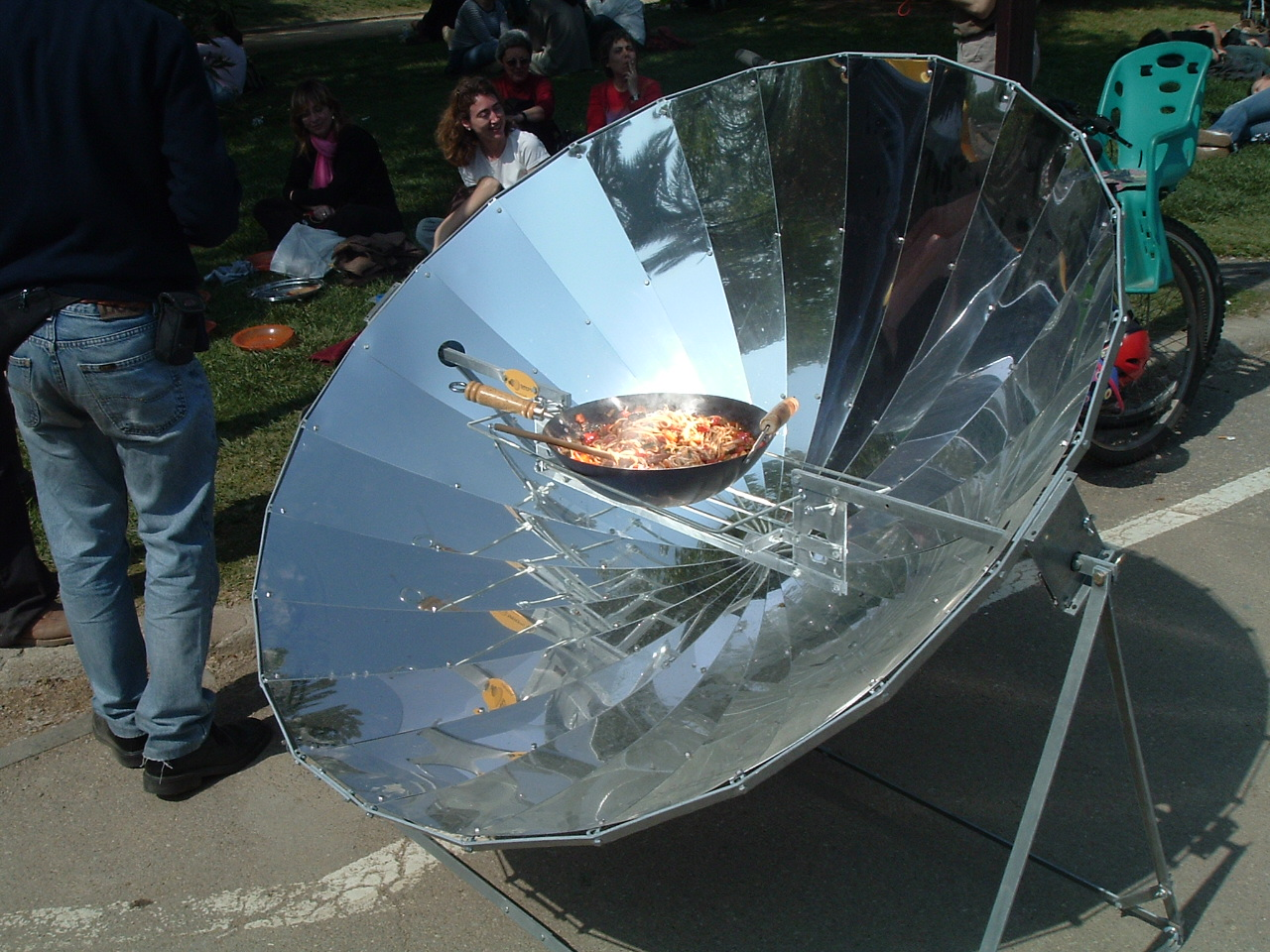
Cocina solar
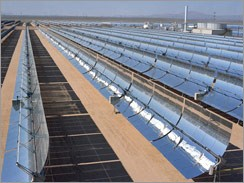
Planta de energía solar con espejos curvos
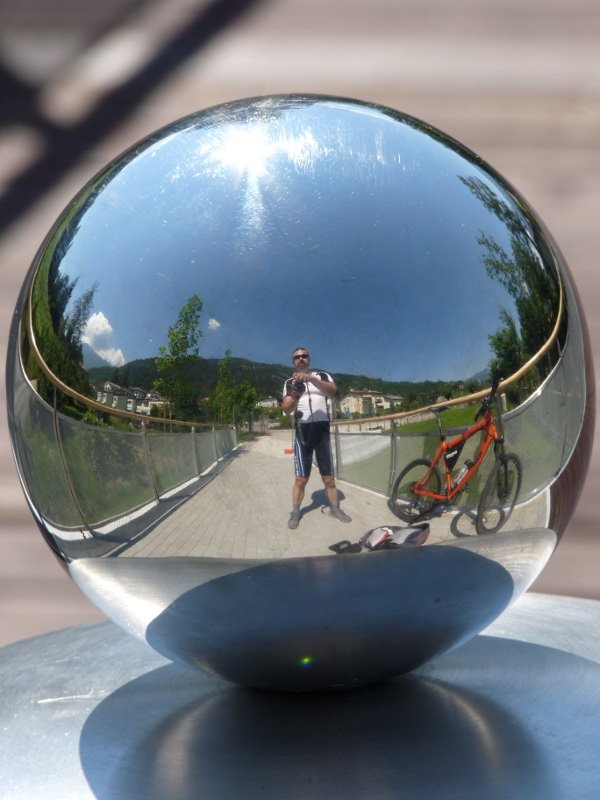
Esfera reflectante
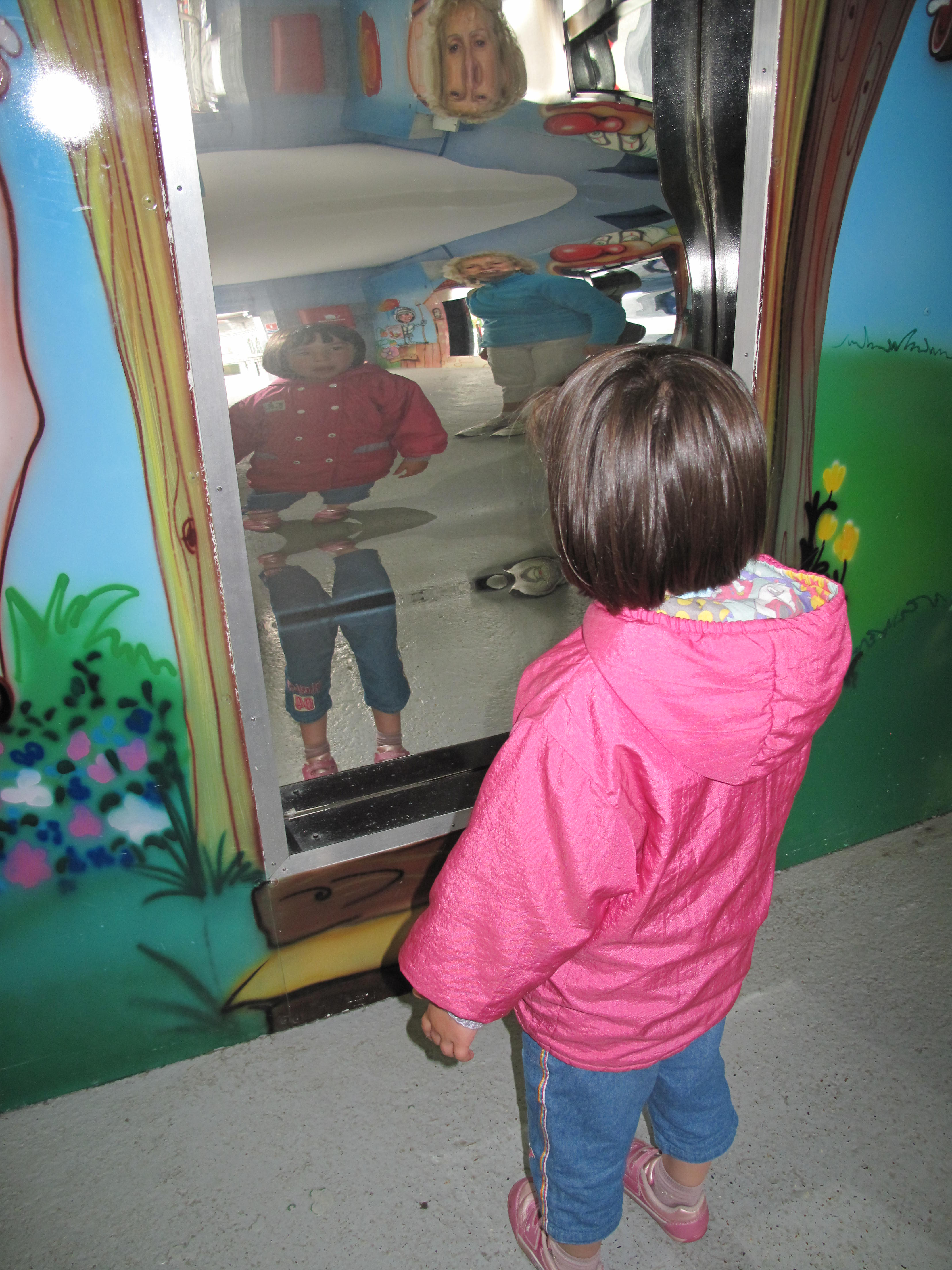
Espejo deformante
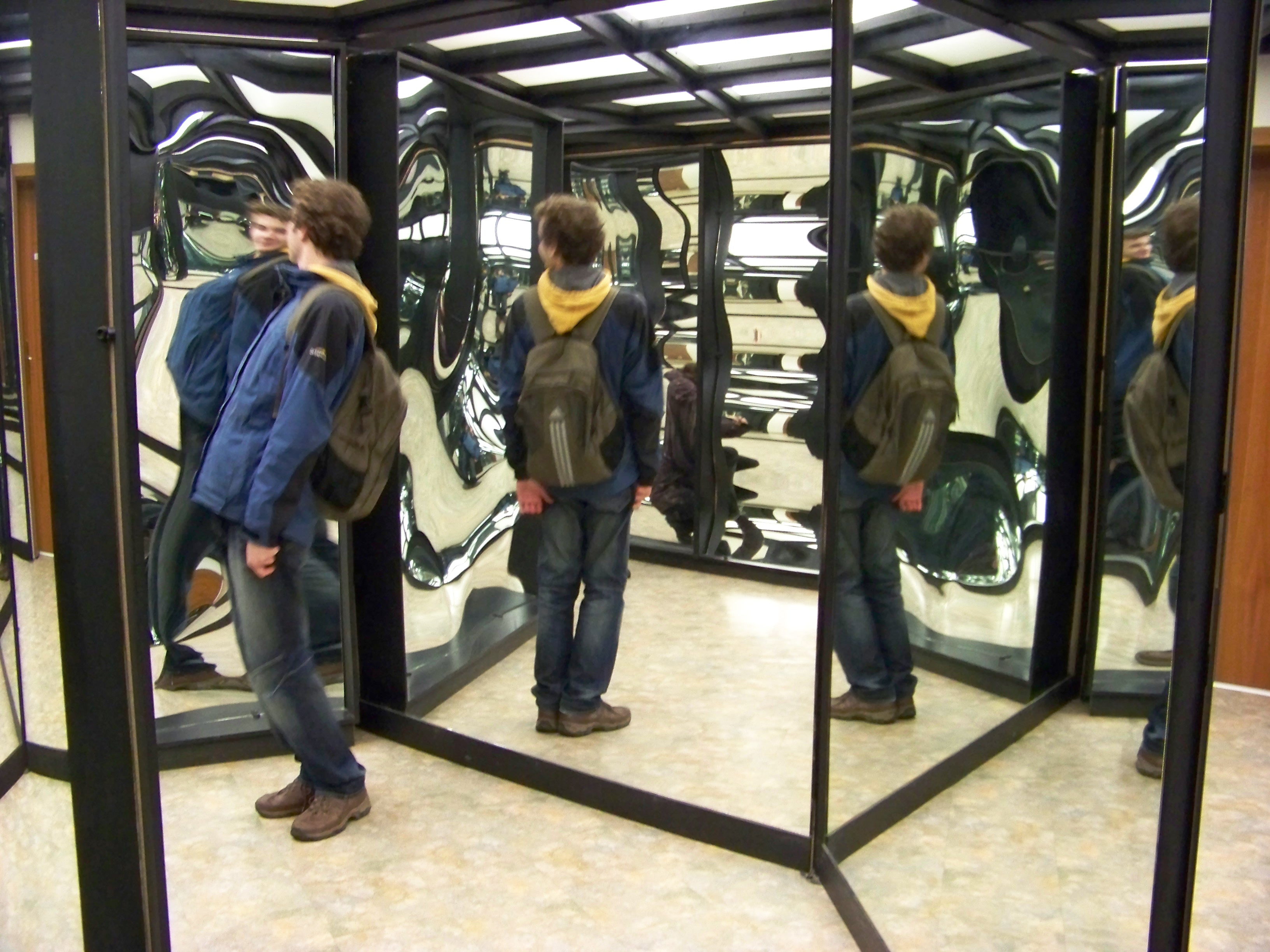
Laberinto de espejos
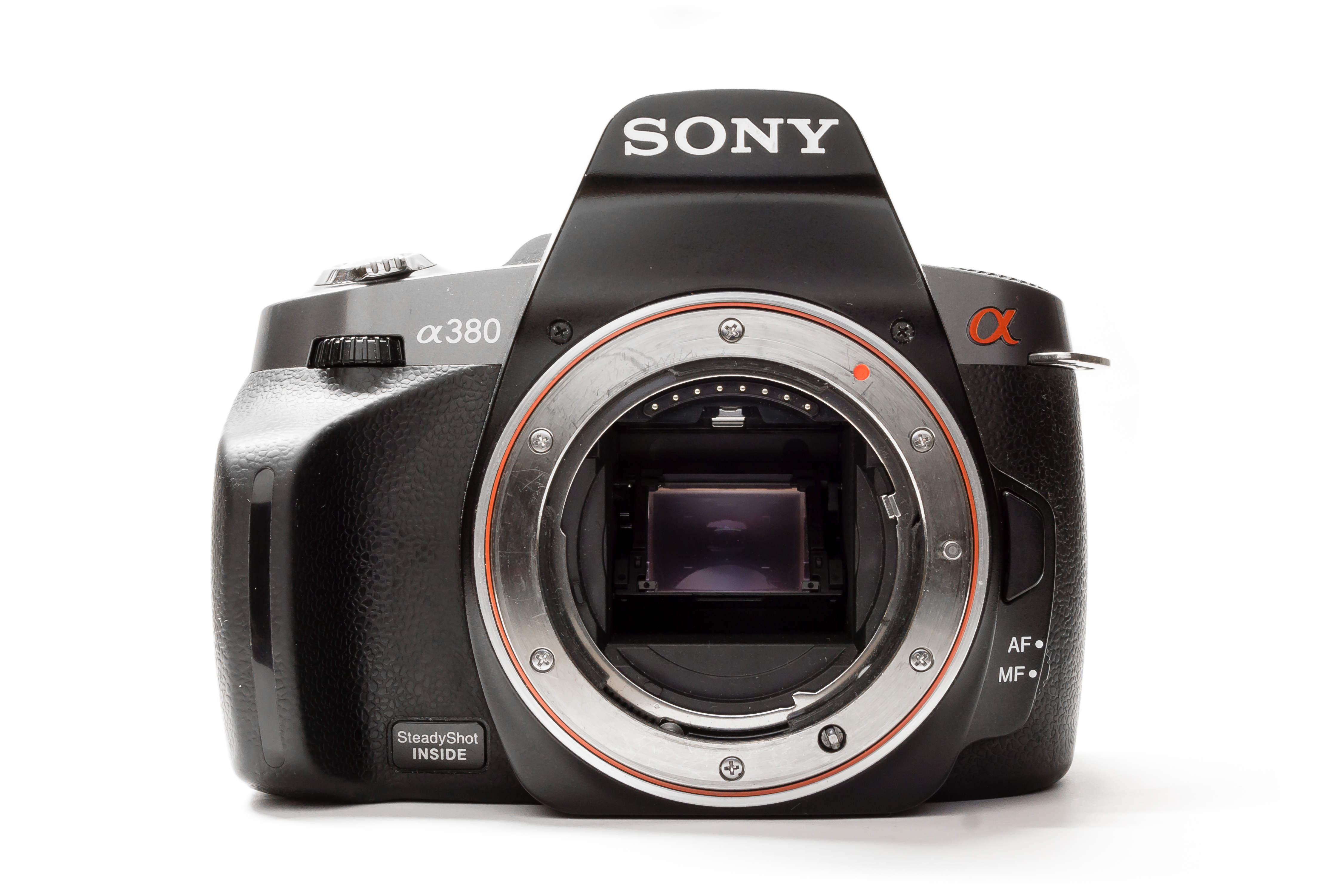
Espejo de cámara de fotos
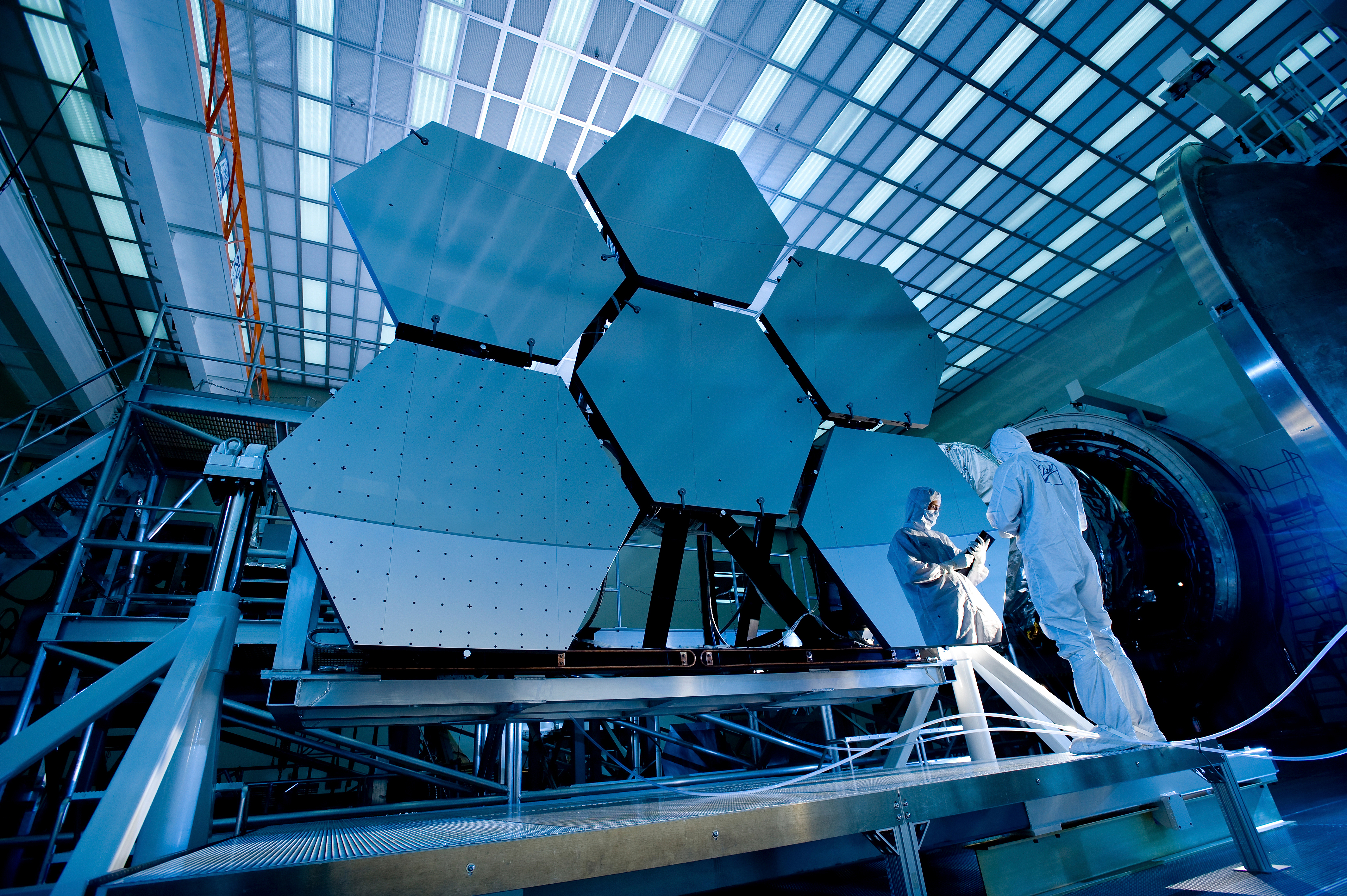
Espejo de telescopio